# Lisa Heilborn
Elisabeth Heilborn (conocida como Lisa Heilborn; 3 de febrero de 1909-28 de septiembre de 1998) fue una deportista sueca que compitió en tiro con arco, en la modalidad de arco recurvo. Ganó tres medallas en el Campeonato Mundial de Tiro con Arco al Aire Libre entre los años 1935 y 1939.

## Palmarés internacional
| Campeonato Mundial al Aire Libre | Campeonato Mundial al Aire Libre | Campeonato Mundial al Aire Libre | Campeonato Mundial al Aire Libre |
| Año                              | Lugar                            | Medalla                          | Prueba                           |
| -------------------------------- | -------------------------------- | -------------------------------- | -------------------------------- |
| 1935                             | Bruselas (Bélgica)               | Medalla de plata                 | Equipo                           |
| 1938                             | Londres (Reino Unido)            | Medalla de bronce                | Equipo                           |
| 1939                             | Oslo (Noruega)                   | Medalla de bronce                | Equipo                           |